# Centro Olímpico de Tiro Markopoulo
O Centro Olímpico de Tiro Markopoulo foi a sede dos eventos de tiro nos Jogos Olímpicos de Verão de 2004. Depois dos Jogos, foi transformado em um centro de treinamento para a polícia da Grécia.